# Atherigona atripalpis
Atherigona atripalpis är en tvåvingeart som beskrevs av Malloch 1925. Atherigona atripalpis ingår i släktet Atherigona och familjen husflugor. Inga underarter finns listade i Catalogue of Life.